# Haimbachia rufifusalis
Haimbachia rufifusalis là một loài bướm đêm trong họ Crambidae.